# Esther Vera i Garcia
Esther Vera i Garcia   (Badalona, 21 de novembre de 1967) és una periodista i politòloga catalana especialitzada en relacions internacionals. És la directora del diari Ara des del gener del 2016.
Com a periodista, va començar treballant a la ràdio i a la secció d'Internacional de TV3 abans de ser corresponsal del diari Avui a París i a Washingtoni, des d'on va col·laborar també amb ComRàdio i altres mitjans escrits. De 2000 a 2004 va estar vinculada a TV3 com a editora i presentadora de l'informatiu Món 33. Durant aquests anys va ser, també, professora del màster en periodisme BCNY, de la Universitat de Barcelona i la Universitat de Colúmbia de Nova York. El 2004 va ser delegada a Catalunya de la cadena d'informació 24h CNN +, i dels informatius de Cuatro, i entre 2008 i 2011 també va col·laborar en l'edició de Catalunya del diari El País. Des de gener de 2011 era assessora especial i cap de Gabinet del conseller d'Economia i Coneixement de la Generalitat de Catalunya, Andreu Mas-Colell, mantenint una especial dedicació a difondre l'economia catalana i l'activitat del Govern català en l'àmbit internacional. Assumint la direcció del Diari ARA, Esther Vera es converteix en la primera dona que dirigeix un diari imprès a Barcelona, si s'exceptua el cas singular de Maria Luz Morales, que dirigí La Vanguardia de juliol de 1936 a principis del 1937.
El 2025 fou inclosa a la llista Forbes de les 100 dones més influents de Catalunya.